# Victoria Kjær Theilvig
Victoria Kjær Theilvig (Copenhaga, 13 de novembro de 2003) é uma modelo, dançarina e rainha da beleza dinamarquesa, vencedora do concurso Miss Universo 2024.

## Biografia
Victoria Kjær Theilvig nasceu em 13 de novembro de 2003, em Herlev, um subúrbio de Copenhague, onde foi criada. Ela cresceu em uma família disfuncional que lutava contra o vício em drogas. Theilvig relatou que foi vítima de abuso sexual.
Após concluir o ensino médio, ela frequentou a Lyngby Handelsgymnasium, onde estudou negócios e marketing. Kjær tornou-se uma dançarina profissional e defende a conscientização sobre saúde mental, direitos dos animais e empreendedorismo na indústria da beleza.

## Concurso de beleza
Miss Dinamarca 2021
Theilvig começou sua carreira em concursos de beleza em 2021, aos 18 anos, quando competiu pela primeira vez no Miss Dinamarca 2021, ficando em 3° lugar entre 32 concorrentes. No ano seguinte, foi nomeada Miss Grand Dinamarca 2022 pela organização nacional.

Miss Grand International 2022
Ela representou a Dinamarca no Miss Grand Internacional 2022, realizado na Indonésia. Kjær competiu contra 67 concorrentes, ficando entre as 20 finalistas do certame. O concurso foi vencido por Isabella Menin, do Brasil.

Miss Dinamarca 2024
Em setembro de 2024, a modelo Emma Heyst, vencedora do Miss Dinamarca 2024, recusou-se a competir no Miss Universo, devido à falta de preparação. Victoria foi designada pela organização do Miss Dinamarca para representar o país no Miss Universo 2024.

Miss Universo 2024
No dia 16 de novembro de 2024, Theilvig competiu contra outras 125 concorrentes pela coroa de Miss Universo 2024, realizado na Arena CDMX, na Cidade do México. Ao final do evento, ela ganhou o título e foi coroada pela nicaraguense Sheynnis Palacios, Miss Universo 2023. Kjær se tornou a primeira representante da Dinamarca a vencer esta competição.
Na qualidade de Miss Universo, Theilvig visitou 24 países, sendo eles: México, Estados Unidos, Tailândia, Indonésia, Emirados Árabes, Porto Rico, Países Baixos, Índia, Filipinas, Vietnã, Japão, Malta, Colômbia, Curaçau, Bonaire, Aruba, Martinica, Honduras, Guatemala, Costa Rica, Equador, Chile, República Dominicana, e sua terra natal, a Dinamarca.
Ela encerará seu reinado no dia 21 de novembro de 2025, quando coroará a sua sucessora no Miss Universo 2025, na Impact Arena, em Pak Kret, Tailândia.